# Michałowice (gromada w powiecie krakowskim)
Michałowice – dawna gromada, czyli najmniejsza jednostka podziału terytorialnego Polskiej Rzeczypospolitej Ludowej w latach 1954–1972.
Gromady, z gromadzkimi radami narodowymi (GRN) jako organami władzy najniższego stopnia na wsi, funkcjonowały od reformy reorganizującej administrację wiejską przeprowadzonej jesienią 1954 do momentu ich zniesienia z dniem 1 stycznia 1973, tym samym wypierając organizację gminną w latach 1954–1972.
Gromadę Michałowice z siedzibą GRN w Michałowicach utworzono – jako jedną z 8759 gromad na obszarze Polski – w powiecie miechowskim w woj. krakowskim, na mocy uchwały nr 24/IV/54 WRN w Krakowie z dnia 6 października 1954. W skład jednostki weszły obszary dotychczasowych gromad Michałowice, Masłomiąca, Młodziejowice, Wilczkowice i Zerwana ze zniesionej gminy Michałowice w tymże powiecie. Dla gromady ustalono 23 członków gromadzkiej rady narodowej.
1 stycznia 1958 gromadę przyłączono do powiatu krakowskiego.
31 grudnia 1961 do gromady Michałowice przyłączono obszar zniesionej gromady Więcławice Stare.
1 stycznia 1969 do gromady Michałowice przyłączono z powiatu miechowskiego w tymże województwie wieś Kozierów z gromady Iwanowice oraz wieś Wola Więcławska ze znosznonej gromady Widoma.
Gromada przetrwała do końca 1972 roku, czyli do kolejnej reformy gminnej. 1 stycznia 1973 reaktywowano gminę Michałowice.